# 梅香 (大阪市)
梅香（ばいか）は、大阪府大阪市此花区にある町名。現行行政地名は梅香一丁目から梅香三丁目。

## 地理
此花区の南東部に位置し、東に西九条、西に春日出中、南に春日出南、北に春日出中、北東に朝日、北西に四貫島と接している。

### 河川
- 六軒家川

## 歴史
梅香の地名は、四貫島の地主であった正岡徳兵衛の先代の養母の法名「梅香」に因む。正岡（政岡）家は明治初年に付近の土地を取得、当初は農地として貸与、のちに埋め立てを進めて住宅地・商業地として提供した。なお、このほかにも梅香町、宗安町（梅香の夫に当たる四代目徳兵衛の法名）、正岡町、徳平町（徳兵衛を改めたもの）などの正岡家由来の地名があった。

### 沿革
- 1889年（明治22年）4月1日 町村制施行により、西成郡川北村大字四貫島となる。
- 1897年（明治30年）4月1日 大阪市へ編入され、西区川北大字四貫島となる。
- 1900年（明治33年） 西区四貫島町となる。
- 1925年（大正14年）4月1日 新設の此花区へ転属となり、同区四貫島元宮町・四貫島笹原町・四貫島文徳町・四貫島嘉永町・四貫島葭町・四貫島徳平町1 - 2丁目・四貫島大通1 - 3丁目・四貫島旭町1 - 3丁目・四貫島正岡町・四貫島宗安町・四貫島千鳥町・四貫島梅香町・四貫島宮居町・四貫島白鳥町となる。
- 1975年（昭和50年） 四貫島旭町1 - 2丁目・四貫島正岡町・四貫島宗安町・四貫島千鳥町・四貫島宮居町・四貫島白鳥町のそれぞれ全域と四貫島大通1 - 3丁目・四貫島梅香町・春日出町中1 - 2丁目のそれぞれ一部を梅香1 - 3丁目の現行行政地名に改編（大阪市の地名参照）。

## 世帯数と人口
2019年（平成31年）3月31日現在の世帯数と人口は以下の通りである。
| 丁目       | 世帯数    | 人口    |
| ---------- | --------- | ------- |
| 梅香一丁目 | 1,141世帯 | 1,896人 |
| 梅香二丁目 | 678世帯   | 1,300人 |
| 梅香三丁目 | 1,229世帯 | 1,969人 |
| 計         | 3,048世帯 | 5,165人 |

### 人口の変遷
国勢調査による人口の推移。
| 1995年（平成7年）  | 7,113人 | [ 7 ]  |  |
| 2000年（平成12年） | 6,239人 | [ 8 ]  |  |
| 2005年（平成17年） | 5,617人 | [ 9 ]  |  |
| 2010年（平成22年） | 5,265人 | [ 10 ] |  |
| 2015年（平成27年） | 4,920人 | [ 11 ] |  |

### 世帯数の変遷
国勢調査による世帯数の推移。
| 1995年（平成7年）  | 3,188世帯 | [ 7 ]  |  |
| 2000年（平成12年） | 2,878世帯 | [ 8 ]  |  |
| 2005年（平成17年） | 2,803世帯 | [ 9 ]  |  |
| 2010年（平成22年） | 2,671世帯 | [ 10 ] |  |
| 2015年（平成27年） | 2,600世帯 | [ 11 ] |  |

## 事業所
2016年（平成28年）現在の経済センサス調査による事業所数と従業員数は以下の通りである。
| 丁目       | 事業所数  | 従業員数 |
| ---------- | --------- | -------- |
| 梅香一丁目 | 126事業所 | 425人    |
| 梅香二丁目 | 34事業所  | 195人    |
| 梅香三丁目 | 197事業所 | 860人    |
| 計         | 357事業所 | 1,480人  |

## 交通
- 国道43号
- 北港通

## 施設
- 大阪市立梅香小学校（三丁目）
- 此花梅香郵便局（三丁目）
- 大阪シティ信用金庫 西九条支店
- 梅香東公園（一丁目）
- 梅香公園（三丁目）
- 照流寺（一丁目）
- 誓願寺（三丁目）

## その他

### 日本郵便
- 〒554-0013[3]（集配局：此花郵便局[13]）